# Aegocera tigrina
Aegocera tigrina är en fjärilsart som beskrevs av Druce 1882. Aegocera tigrina ingår i släktet Aegocera och familjen nattflyn. Inga underarter finns listade i Catalogue of Life.